# Ray Park
 (février 2025).
Si vous disposez d'ouvrages ou d'articles de référence ou si vous connaissez des sites web de qualité traitant du thème abordé ici, merci de compléter l'article en donnant les références utiles à sa vérifiabilité et en les liant à la section « Notes et références ».
Raymond Park est un acteur et un cascadeur britannique né le 23 août 1974 à Glasgow, en Écosse.

## Biographie
Passionné d'arts martiaux depuis son enfance, il a commencé à étudier le wushu (art traditionnel en Chine) à l'âge de quatorze ans. À dix-huit ans, il remporte le championnat mondial de cette discipline en Chine[réf. nécessaire], et va alors rentrer dans le milieu du cinéma. Après un petit rôle dans Mortal Kombat : Destruction finale, il sera choisi en 1999 pour interpréter le personnage de Dark Maul dans Star Wars, épisode I : La Menace fantôme, de George Lucas. L'immense succès du personnage l'a rendu célèbre dans le milieu des fans de la saga Star Wars.
Après avoir joué la doublure du cavalier sans tête dans Sleepy Hollow (1999) de Tim Burton et le Crapaud dans X-Men de Bryan Singer en 2000 (où il fait d'ailleurs un clin d'œil à Dark Maul avec une barre de fer), Ray Park participa en 2006 au téléfilm What We Do Is Secret, dans lequel il a pour la première fois un vrai rôle d'acteur, et au long-métrage parodique Fanboys, produit par Kevin Spacey, dans lequel il fait une apparition clin-d'œil à son personnage fétiche, Dark Maul, en interprétant un garde de la villa Skywalker qui se bat avec deux bâtons télescopiques.
En 2008, il interpréta le rôle de Chuck Norris dans La Légende de Bruce Lee (épisodes 35-36).
En 2009, il rejoint le casting de la série Heroes (Saison 4) dans le rôle d'Edgar, un personnage armé de couteaux pouvant bouger à une vitesse élevée. Il interprète aussi le rôle de Snake Eyes dans les films G.I. Joe : Le Réveil du Cobra (2009) et G.I. Joe : Conspiration (2013).
En 2010, il est au casting du film sorti directement en DVD The King of Fighters, l'adaptation du jeu vidéo éponyme, aux côtés de Maggie Q.
En 2011, il obtient un rôle dans la série Nikita, où il retrouve Maggie Q.

## Filmographie

### Télévision

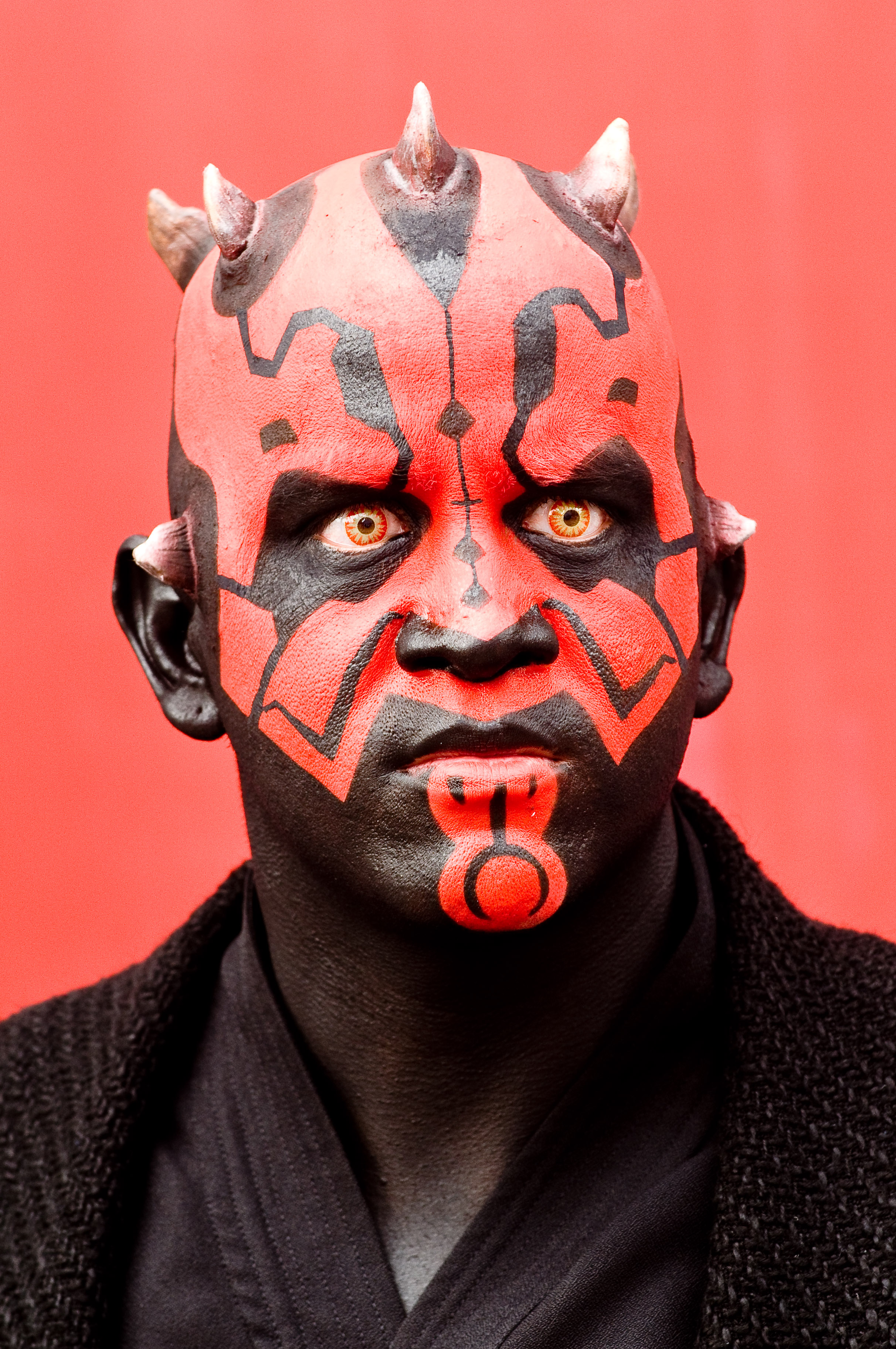
Le personnage de Dark Maul de la saga Star Wars.

- 2008 : La Légende de Bruce Lee (série télévisée) de Li Wenqi : Rolex (Chuck Norris)
- 2009 : Heroes Saison 4  : Edgar
- 2011 : Nikita : Saison 1 Épisode 18 (Le gardien)
- 2020: Star Wars: The Clone Wars : Dark Maul (Motion Capture)

### Cinéma
- 1999 : Star Wars, épisode I : La Menace fantôme de George Lucas : Dark Maul (présence à l'écran, la voix est assurée par Peter Serafinowicz)
- 1999 : Sleepy Hollow de Tim Burton : Le cavalier sans tête (doublure)
- 2000 : X-Men de Bryan Singer : Le Crapaud
- 2004 : Ecks contre Sever : Affrontement mortel de Wych Kaosayananda : Ross
- 2009 : G.I. Joe : Le Réveil du Cobra de Stephen Sommers : Snake Eyes
- 2009 : Fanboys : Garde
- 2009 : Hellbinders : Max
- 2010 : The King of Fighters  de Gordon Chan : Rugal
- 2012 : G.I. Joe : Conspiration de Jon Chu : Snake Eyes
- 2014 : Djinn de Ajmal Zaheer Ahmad : Gabriel
- 2018 : Solo: A Star Wars Story de Ron Howard : Dark Maul (présence à l'écran, la voix est assurée par Sam Witwer)
- 2019 : Retour à Zombieland de Ruben Fleischer : 1er zombie T-800